# Ferula loscosii
Ferula loscosii là một loài thực vật có hoa trong họ Hoa tán. Loài này được (Lange) Willk. mô tả khoa học đầu tiên năm 1882.